# Comtat de Sjælland Occidental
Sjælland Occidental (en danès Vestsjællands Amt) fou un comtat (amt) de la part centreoriental de l'illa de Sjælland, a l'est de Dinamarca. Amb la Reforma Municipal que es va fer efectiva l'1 de gener del 2007 es va integrar a la Regió de Sjælland.

## Antics municipis (1970-2006)
Era format pels antics municipis de:
| - Bjergsted - Dianalund - Dragsholm - Fuglebjerg - Gørlev - Hashøj - Haslev - Holbæk - Hvidebæk - Høng - Jernløse - Kalundborg | - Korsør municipality - Nykøbing-Rørvig - Ringsted - Skælskør - Slagelse - Sorø - Stenlille - Svinninge - Tornved - Trundholm - Tølløse |